# Arquitectura de carga-almacenamiento
En ingeniería informática, la arquitectura de carga-almacenamiento o carga-guardado es una arquitectura de conjunto de instrucciones que divide las instrucciones en dos categorías: acceso a la memoria (carga y almacenamiento entre la memoria y los registros) y operaciones ALU (que solo ocurren entre los registros).
Las arquitecturas de conjuntos de instrucciones RISC, como PowerPC, SPARC, RISC-V, ARM y MIPS, son arquitecturas load-store.
Por ejemplo, en un enfoque carga-almacenamiento tanto los operandos como el destino para una operación ADD deben estar en los registros. Esto difiere de una arquitectura de registro-memoria (por ejemplo, una arquitectura de conjunto de instrucciones CISC como x86 ) en la cual uno de los operandos para la operación ADD puede estar en la memoria, mientras que el otro está en un registro. : 9–12 
El primer ejemplo de una arquitectura  de carga-guardado fue el CDC 6600.  Los procesadores vectoriales (incluidas muchas GPU) suelen utilizar el enfoque carga-guardado.